# Parcel das Paredes
Parcel das Paredes är ett korallrev cirka 25 kilometer utanför delstaten Bahias kust i Brasilien. 